# Jebel Faya
Jebel Faya (Arabisch: جبل ٱلفاية, Jabal Al-Fāyah) is een kalksteenheuvel en archeologische vindplaats in het Emiraat van Sharjah, Verenigde Arabische Emiraten, ongeveer 50 km van de stad Sharjah, gelegen tussen de kustlijn van de Perzische Golf en het Hadjargebergte. Het bevat gereedschapsassemblages van het paleolithicum, neolithicum, bronstijd en ijzertijd. Omdat de diepste laag gedateerd is tot 125.000 jaar geleden, werd het op het moment van zijn ontdekking in 2011 verondersteld de oudste nederzetting van anatomisch moderne mensen buiten Afrika te zijn. Sindsdien zijn bij de Misliya-grot in de Levant vondsten van een nog eerdere datum (170.000 BP) gedaan.
De archeologische vindplaats werd in juli 2025 tijdens de 47e sessie van de Commissie voor het Werelderfgoed in Parijs erkend als UNESCO cultureel werelderfgoed en onder de titel "Paleolandschap Faya" aan de werelderfgoedlijst toegevoegd.

## Site
Jebel Faya is een kalksteen-voorgebergte in het centrale deel van het emiraat van Sharjah, ongeveer 10 en 20 km lang. De site zelf, FAY-NE1 genoemd, bevindt zich in een rotsschuilplaats aan het noordoostelijke einde van de berg. Archeologen hebben op de locatie verschillende werkputten gegraven, met een oppervlakte van meer dan 150 m² in totaal. De site heeft een 5 m diepe gestratificeerde sequentie van archeologische niveaus, die deposities bevatten van het paleolithicum tot de ijzertijd. 

### Milieucontext
De paleolithische bewoningslagen bij Jebel Faya zijn gekoppeld aan vochtige periodes in het zuiden van het Arabisch Schiereiland. Tijdens deze zou de beschikbaarheid van zoetwater en vegetatie in het gebied zijn toegenomen, hetgeen menselijk bestaan ondersteund zou hebben. In 2013 analyseerden Bretzke et. al. sedimentkolommen van de werksleuven. Hoewel assemblages A, B en C tekenen van vegetatie vertoonden, tonen de lagen zonder archeologische afzettingen bewijzen van droogte. Aanvullende studies van puinwaaiers en voormalige meren in de regio ondersteunden de theorie dat vochtige perioden menselijke verspreiding in het zuiden van Arabië mogelijk maakten.

### Afzettingen

#### Neolithicum
De neolithische niveaus bij Jebel Faya  bestaan uit ongeveer 1 meter sediment. De bovenste lagen hiervan zijn weinig distinct en gaven slechts geringe informatie over de laat-neolithische bewoning. Hieronder bevond zich een zandlaag welke Faya-pijlpunten en resten van schelpen bevatte, gedateerd op omstreeks 9.500 BP. Deze laag wordt gezien als de eerste herbewoning van de site vertegenwoordigend, nadat ze in het paleolithicum verlaten was. 

#### Paleolithicum
De paleolithische lagen bij Jebel Faya werden voor het eerst beschreven door Simon J. Armitage et. al., en werden gedateerd met behulp van optisch gestimuleerde luminescentie-datering (OSL). De horizonten zijn als volgt, van boven naar beneden:
Assemblage AGedateerd tot ongeveer 40.000 jaar BP; stenen werktuigen omvatten stekers, geretoucheerde stukken, eindschrabbers, zijschrabbers en getande stukken.
Assemblage BNog niet gedateerd; werktuigen gelijken die van assemblage A.
Assemblage CGedateerd tot ongeveer 125.000 BP. Werktuigen omvatten kleine vuistbijlen, bladvormige werktuigen, eindschrabbers en zijschrabbers en getande stukken. Uniek voor assemblage C is de aanwezigheid van de Nubisch Levalloistechniek. Vergelijkbare werktuigen in Afrika worden verondersteld te zijn geproduceerd door de vroege moderne mens.
Paleolithische assemblages D en E zijn ook aanwezig, maar vanwege het kleine aantal vondsten nog niet in detail besproken.

## Betekenis
Hoewel er in Jebel Faya geen menselijke fossielen gevonden zijn, betoogden Armitage en anderen dat de assemblage C-artefacten, gedateerd tot 125.000 jaar BP, werden geproduceerd door anatomisch moderne mensen. Dit komt omdat assemblage C meer lijkt op gelijktijdige Oost- en Noordoost-Afrikaanse technologieën dan op technieken die op sites elders op het Arabisch Schiereiland is gevonden. Daarom wordt Jebel Faya gezien als bewijs voor de theorie van een vroege verspreiding van de moderne mens vanuit de Hoorn van Afrika naar Zuid-Arabië en uiteindelijk naar Zuid-Azië. 
Studies over de milieucontext van Jebel Faya hebben het potentieel voor menselijke migraties uit Afrika tijdens vochtige perioden in Zuid-Arabië aangegeven. Deze periodes vallen samen met bewoningssporen bij Jebel Faya, en tonen deze als een cyclus van bezetting en verlating naargelang de beschikbaarheid van water en vegetatie. Hoewel deze studies de aantrekkelijkheid van de site tijdens vochtige periodes tonen, is er een nog voortdurend debat over de identiteit van zijn inwonenden.
Vanwege het ontbreken van gelijkenissen met andere Middle of Late Stone Age assemblages, worden assemblages B en A toegeschreven aan lokale ontwikkelingen, die erop kunnen wijzen dat Jebel Faya continu werd bewoond. Als men uit zou gaan van een latere migratie vanuit Afrika dan zou dat betekenen dat de paleolithische assemblages de producten van niet-gerelateerde populaties zouden zijn.